# Rue de la Chapelle
Rue de la Chapelle je ulice v Paříži. Nachází se v 18. obvodu. Ulice je pojmenována po bývalé obci La Chapelle, která byla v roce 1860 připojena k Paříži.

## Poloha
Ulice vede od křižovatky s Rue Ordener, kde navazuje na Rue Marx-Dormoy, a končí u Boulevardu Ney. Ulice je orientována z jihu na sever.

## Historie
Trasa této ulice byla vyznačena již římskou silnicí, která začínala v Lutetii a mířila severním směrem po současných ulicích Rue Saint-Denis, Rue du Faubourg-Saint-Denis a Rue Marx-Dormoy. Ke křižovatce s bulvárem Saint-Denis a Rue du Château-d'Eau se nazývala Rue du Faubourg Saint-Martin a dále měla název Rue du Faubourg Saint-Laurent. Obě části byly spojeny v jednu ulici během Francouzské revoluce pod dočasným názvem Rue du Faubourg-du-Nord.
Na konci vlády Merovejců se stala součástí hlavní cesty z Paříže do Saint-Denis. V letech 1675–1867 se tato cesta nazývala "Grande-Rue" (velká ulice). Jednalo se o hlavní silnici obce La Chapelle, která po připojení k Paříži roku 1860 pozbyla svého významu.
V březnu 1871 zde byla vybudována barikáda na obranu Pařížské komuny. V roce 1945 byla Rue de la Chapelle rozdělena na dvě, její jižní část byla přejmenována na Rue Marx-Dormoy.

## Významné stavby
- dům č. 2: v letech 1803–1823 zde žil francouzský malíř Philibert-Louis Debucourt
- č. 18: Bazilika svaté Jany z Arku
- dům č. 165: na jeho místě se nacházelo nádraží La Chapelle-Saint-Denis železnice Petite Ceinture.